# Kończewko
Kończewko (kaszb. Kùńczewkò, niem. Kunsow-Kotlow) – osada w Polsce położona w województwie pomorskim, w powiecie słupskim, w gminie Kobylnica.
W latach 1975–1998 miejscowość należała administracyjnie do województwa słupskiego.

## Nazwa
Nazwa miejscowości jest tzw. chrztem nazewniczym i ma charakter pseudotopograficzny-relacyjny. Powstała przez zdrobnienie nazwy miejscowej Kończewo przy pomocy formantu -k-. Pierwotna niemiecka nazwa Kunsow-Kotlow ma charakter relacyjny i formalnie jest zestawieniem nazw dwóch pobliskich miejscowości: Kunsow „Kończewo” i Kotlow „Kotłowo”.
Rada Języka Kaszubskiego proponuje opartą na polskiej kaszubską formę nazwy Kùńczewkò.